# Петар Дамаскин
Свештеномученик Петар Дамаскин био је хришћански подвижник.  

## Биографија
Волео је да чита и учи.
Био је неко време епископ у Дамаску, но како је говорио против мухамеданизма и манихејске јереси, Арапи су му одсекли језик и послали дубоко у Арабију у затвор. 
Проповедао је Јеванђеље и многе људе обратио у Хришћанство.  
Саставио је и оставио једну књигу о духовном животу. Скончао је као исповедник и мученик. 
Српска православна црква слави га 9. фебруара по црквеном, а 22. фебруара по грегоријанском календару.